# Andreas Heinrich Bucholtz
Andreas Heinrich Bucholtz (né le 25 novembre 1607 à Schöningen, mort le 20 mai 1671 à Brunswick) est un théologien luthérien et romancier allemand.

## Biographie
Andreas Heinrich est le frère jumeau de l'avocat Christoph Joachim Bucholtz et le fils du surintendant de Schöningen Joachim Bucholtz (né à Brandebourg-sur-la-Havel, mort le 8 mars 1622 à Hamelin) et de son épouse Elisabeth Praetorius (née à Francfort-sur-l'Oder, morte le 11 février 1642 à Hamelin). Après des cours particuliers, il fréquente l'école de Hamelin à partir de 1618. Après la mort de son père, lui et son frère sont envoyés à Brandebourg-sur-la-Havel, où son grand-père maternel, le surintendant local Joachim Garcaeus, prend soin de l'éducation des enfants et tous deux vont à l'école locale. Après la mort de sa grand-mère Theodora Musculus (morte en 1624 à Brandebourg-sur-la-Havel), il va à l'école de Magdebourg à partir de 1624, sous la direction du recteur Sigismund Evenius mais comme il ne s'y plaît pas, il retourne à Hamelin en juin de la même année et se rend peu après à Herford. Avec son frère, il s'inscrit le 19 septembre 1627 à l'université de Wittenberg, où il obtient le diplôme universitaire de maîtrise en philosophie le 21 septembre 1630.
Comme sa mère n'a pas les moyens d'avoir deux fils dans une université, il quitte Wittenberg le 3 janvier 1631 pour travailler comme précepteur à Hamelin. Il devient directeur adjoint de l'école de la ville de Hamelin en 1632, mais à partir de 1634, il étudie la théologie à l'université de Rostock. Il y est également professeur de philosophie et de morale. En 1637, il devient recteur du gymnasium de Lemgo. La tourmente de la guerre de Trente Ans le contraint à déménager à Rinteln en 1639. Il devient professeur de philosophie et de poésie à l'université de Rinteln en 1641, et en 1645 également professeur agrégé de théologie. En 1647, il passe au service religieux de Brunswick en tant que coadjuteur et en 1663 il y devient surintendant.
Bucholtz se fait connaître grâce à ses œuvres sur Horace, avec lesquelles il contribue à sa réception durable dans l'humanisme et le classicisme en Allemagne comme l'un des poètes romains les plus importants du temps d'Auguste. En tant que romancier, Bucholtz a le goût du temps pour les grands romans héroïques, qui, entrecoupés d'érudition et de piété, trouvent un lectorat relativement large. Avec Daniel Caspar von Lohenstein et d'autres, il est l'un des innovateurs de la fiction baroque allemande et l'un des fondateurs du roman historique. En 1659 et 1660, il publie Herkules und Valiska, le premier roman historique courtois de la littérature allemande qui ne repose pas sur des modèles étrangers, afin de contrer la littérature de divertissement peu profonde des romans comme Amadis de Gaule avec une morale chrétienne. Néanmoins, ce roman colossal de 1 800 pages offre à peine moins d'imagination sanguinaire que la concurrence. Son deuxième roman géant, Herkuliskus und Herkuladisla de 1665, n'a pas la structure claire du précédent et confond le lecteur avec pas moins de 450 personnages.
Son ouvrage paru en 1657, De ecclesiae romano pontifici subiectaeindulgentiis tractatus theologicus, qui traite du commerce des indulgences, lui vaut d'être mis à l’Index librorum prohibitorum en 1704.
Buchholtz épouse Katharina Magaretha von Windheim, la fille du patricien Georg von Windheim, le 14 novembre 1646 à Hanovre. Ce mariage donne naissance à deux fils et deux filles. Le plus jeune fils est mort dans l'enfance.